# Besse Cooper
Besse Cooper, geboren als Besse Berry Brown (Sullivan County, 26 augustus 1896 – Monroe, 4 december 2012), was een Amerikaanse supereeuwelinge en tot haar overlijden als 116-jarige de oudste erkende mens ter wereld.
Na het overlijden van haar 114-jarige landgenote Eunice Sanborn op 31 januari 2011 werd Cooper beschouwd als de oudste erkende mens ter wereld. Op 18 mei 2011 werd echter de leeftijdsclaim van de Braziliaanse Maria Gomes Valentim door het Guinness Book of Records erkend. Hierdoor verloren Cooper en Sanborn hun titel als oudste levende mens. Cooper verwierf deze titel opnieuw en definitief toen Valentim op 21 juni 2011, vlak voor haar 115e verjaardag, overleed.
Cooper was de laatst overgebleven persoon geboren in 1896 en reeds sinds 19 januari 2009 (als 112-jarige), na het overlijden van de 113-jarige Beatrice Farve, de oudste erkende inwoner van de Amerikaanse staat Georgia. In 1924 huwde zij met Luther Cooper (1895-1963). Ze kregen vier kinderen, 11 kleinkinderen, 15 achterkleinkinderen en één achter-achterkleinkind.